# Montroseïta
La montroseïta és un mineral de la classe dels òxids, que pertany al grup del diàspor. Rep el nom del comtat de Montrose, als Estats Units, on es troba la seva localitat tipus.

## Característiques
La montroseïta és un hidròxid de fórmula química (V3+,Fe3+)O(OH). Es tracta d'una espècie aprovada per l'Associació Mineralògica Internacional, i publicada per primera vegada el 1951. Cristal·litza en el sistema ortoròmbic. La seva duresa a l'escala de Mohs es troba entre 5,5 i 6,5.
Segons la classificació de Nickel-Strunz, la montroseïta pertany a «04.FD: Hidròxids amb OH, sense H₂O; cadenes d'octaedres que comparteixen angles» juntament amb els següents minerals: spertiniïta, bracewel·lita, diàspor, goethita, groutita, guyanaïta, tsumgallita, manganita, yttrotungstita-(Y), yttrotungstita-(Ce), frankhawthorneïta, khinita i parakhinita.

## Formació i jaciments
Va ser descoberta a la mina Bitter Creek, situada al districte miner d'Uravan, al comtat de Montrose (Colorado, Estats Units). Tot i tractar-se d'una espècie no gaire habitual ha estat descrita en tots els continents del planeta a excepció de l'Antàrtida. Als territoris de parla catalana ha estat descrita a la mina Eureka, a la localitat lleidatana de Castell-estaó, al Pallars Jussà.